# 1400년

## 연호
- 명(明) 건문(建文) 2년
- 일본(日本) 오에이(応永) 7년
- 쩐 왕조(陳朝) 끼엔떤(建新) 3년
- 호 왕조(胡朝) 타인응우옌(聖元) 원년

## 기년
- 명(明) 혜종 건문제(惠宗 建文帝) 2년
- 조선(朝鮮) 정종(定宗) 2년
- 쩐 왕조(陳朝) 소제(少帝) 3년
- 호 왕조(胡朝) 호꾸이리(胡季犛) 원년

## 사건
- 2월 22일(음력 1월 28일) - 회안대군 등이 제2차 왕자의 난을 일으키다.
- 2월 25일(음력 2월 1일) - 이방원이 왕세자로 등극하다.
- 11월 28일(음력 11월 13일) - 조선 제3대 국왕 태종이 즉위함.

## 탄생
- 월일 미상 - 조선의 이효상(李孝常)·정사(鄭賜)·한확(韓確)

## 사망
- 음력 1월 10일 - 조선의 예문춘추관태학사(藝文春秋館太學士) 한상질(韓尙質)
- 2월 14일 - 잉글랜드 국왕 리처드 2세(Richard II)
- 음력 2월 4일 - 조선의 동지중추원사(同知中樞院事) 장담(張湛)
- 음력 11월 13일 - 조선의 단양백(丹陽伯) 우현보(禹玄寶)
- 음력 11월 26일 - 조선의 상의문하찬성사(商議門下贊成事) 강시(姜蓍)